# Kishon Philip
Kishon Philip (* 26. November 1999 in Singapur), mit vollständigem Namen Kishon Silvanus Philip, ist ein singapurischer Fußballspieler.

## Karriere
Kishon Philip erlernte das Fußballspielen in der Jugendmannschaft von Hougang United. Nach der Jugend absolvierte er von 2019 bis 2020 seinen zweijährigen Militärdienst. Nach dem Militärdienst nahm ihn der in der ersten Liga, der Singapore Premier League, spielende Hougang United unter Vertrag. Sein Erstligadebüt gab Kishon Philip am 10. April 2021 im Auswärtsspiel gegen Balestier Khalsa. Hier stand er in der Startelf und wurde nach der Halbzeitpause gegen Khairul Nizam ausgewechselt. Hougang gewann das Spiel mit 1:0.